# Yusei Kayanuma
Yusei Kayanuma (萱沼 優聖 Kayanuma Yusei?), född 6 augusti 1993 i Yamanashi prefektur, är en japansk fotbollsspelare.
Kayanuma började sin karriär 2015 i Kataller Toyama. Han spelade 45 ligamatcher för klubben. 2018 flyttade han till Kagoshima United FC.